# Anzhela Kravchenko
Pour les articles homonymes, voir Kravtchenko.
Anzhela Kravchenko (née le 25 janvier 1971) est une athlète ukrainienne, spécialiste du sprint.

## Biographie
Elle a remporté la médaille d'argent aux Universiades à Catane en 1997 et a été finaliste aux Championnats d'Europe 1998 à Budapest, avec son meilleur temps sur 100 m, soit 11 s 16.
En 2003, lors des Championnats du monde, elle bat son record personnel sur 200 m en 22 s 66.

### Palmarès
| Date | Compétition           | Lieu              | Résultat | Épreuve   | Performance |
| ---- | --------------------- | ----------------- | -------- | --------- | ----------- |
| 1994 | Goodwill Games        | Saint-Pétersbourg | 3e       | 4 x 100 m | 43 s 86     |
| 1997 | Universiade           | Catane            | 2e       | 100 m     | 11 s 34     |
| 1998 | Championnats d'Europe | Budapest          | 7e       | 100 m     | 11 s 16     |
| 1998 | Championnats d'Europe | Budapest          | 4e       | 4 x 100 m | 43 s 58     |
| 2002 | Championnats d'Europe | Munich            | 5e       | 4 x 100 m | 43 s 38     |
| 2003 | Championnats du monde | Paris             | 7e       | 200 m     | 23 s 00     |
| 2003 | Championnats du monde | Paris             | 4e       | 4 x 100 m | 43 s 07     |

### Records
| Épreuve              | Performance | Lieu     | Date           |
| -------------------- | ----------- | -------- | -------------- |
| 60 mètres (en salle) | 7 s 07      | Erfurt   | 2 février 2000 |
| 100 mètres           | 11 s 16     | Budapest | 19 août 1998   |
| 200 mètres           | 22 s 66     | Paris    | 27 août 2003   |